# Shave the Planet
Shave the Planet è il nono album in studio del gruppo statunitense Guttermouth, pubblicato nel 2006. È il primo album distribuito unicamente dalla Volcom Entertainment.
È il primo album con il nuovo batterista Ryann Farrell; il lavoro inoltre segna il ritorno in pianta stabile del bassista originario della band Clint Weinrich.

## Tracce
Tutte le canzoni sono scritte dai Guttermouth
1. Shave the Planet
2. Capitalizing From Plump Mistakes
3. My Chemical Imbalance
4. Flacidism
5. Primate Camp
6. The 23 Things That Rhyme With Darby Crash
7. 'Mark' the Cubby Chaser/Newport Sweater Fat
8. What Then
9. God, Steve McQueen 'The Work Song'
10. Upside Down Space Cockroach

## Formazione
- Mark Adkins - voce
- Scott Sheldon - chitarra
- Donald "Don" Horne - chitarra
- Clint Weinrich  - basso
- Ryan Farrell - batteria